# Ouro-Sabou
Ouro-Sabou est une commune située dans le département de Titabé, dans la province du Yagha, région du Sahel, au Burkina Faso.